# Kościół św. Jakuba Większego w Hadze
Kościół św. Jakuba Większego (nid. Sint-Jacobus de Meerderekerk) – rzymskokatolicka świątynia znajdująca się w Hadze, przy Parkstraat. 
Należy do parafii Najświętszej Maryi Panny Gwiazdy Morza.

## Historia
Po przejęciu głównego kościoła w mieście, Grote of Sint-Jacobskerk, przez protestantów, katolicy odprawiali nabożeństwa w tzw. ukrytych kościołach (nid. Schuilkerk). W 1806 król Ludwik Bonaparte przekazał katolikom kaplicę Maria ten Hove na terenie Binnenhofu. Po legalizacji katolicyzmu w 1848 rozpoczęto plany budowy kościoła. Świątynię wzniesiono w latach 1875-1878 według projektu Pierre'a Cuypersa. Działka, na której wzniesiono świątynię, kosztowała 114 000 guldenów, a budowa kościoła –  500 000 guldenów, co czyni świątynię jednym z najdroższych XIX-wiecznych kościołów w Holandii.
27 września 1976 świątynię wpisano do rejestru zabytków.

## Architektura
Jest to neogotycka, trójnawowa bazylika, z transeptem, sklepiona krzyżowo-żebrowo. Wieża ma wysokość 94 metrów, co czyni ją najwyższą wieżą kościelną w Hadze. Charakterystyczną cechą świątyni jest umieszczenie przypór wewnątrz kościoła w celu zwiększenia pojemności budynku. W tympanonie portalu głównego znajduje się rzeźba przedstawiająca Jezusa Chrystusa, a na zachodniej elewacji nawy południowej – grupa rzeźb ukazująca męczeństwo św. Jakuba.

## Wyposażenie
Większość wyposażenia kościoła pochodzi ze związanego z architektem budowli warsztatu Cuypers-Stoltzenberg w Roermond, m.in. ołtarze, ławki, witraże, oświetlenie czy obrazy drogi krzyżowej. Wnętrze zdobią również figury Matki Bożej z Dzieciątkiem i św. Józefa, wykonane ok. 1700 roku w Antwerpii, przeniesione z ukrytego kościoła przy Oude Molstraat.
Na emporze znajdują się organy z w 1890, pierwotnie przeznaczone dla świątyni Spaarnekerk w Haarlemie, zainstalowane kościele św. Jakuba w Hadze w 1978, rozbudowane i przebudowane w latach 2007-2009. Posiadają 57 głosy, trzy manuały i pedał, co czyni je największymi organami w mieście. W prezbiterium umiejscowione są organy z 2016, z szesnastoma głosami, dwoma manuałami i pedałem.

## Galeria

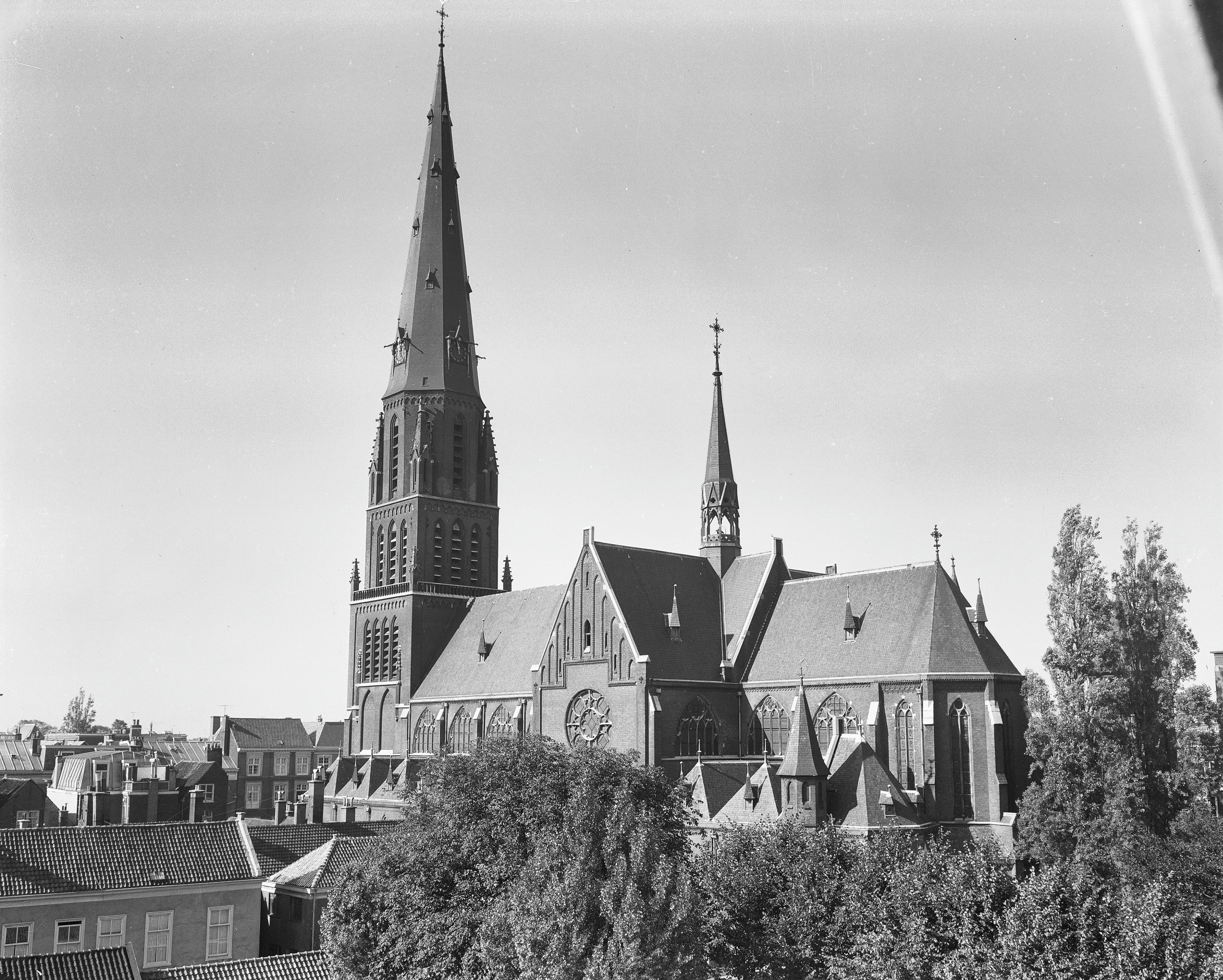
Widok ze wschodu, 1962
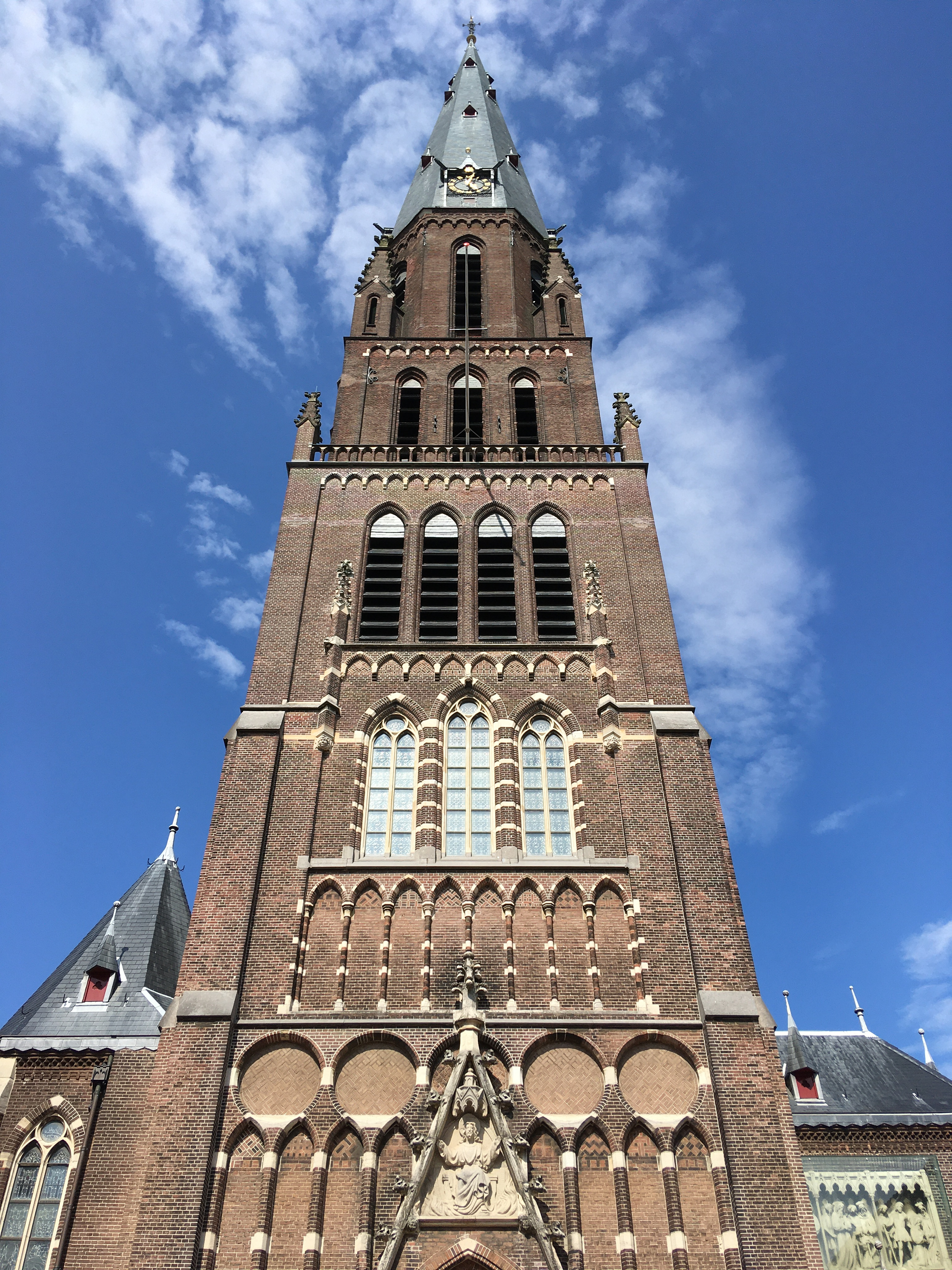
Wieża
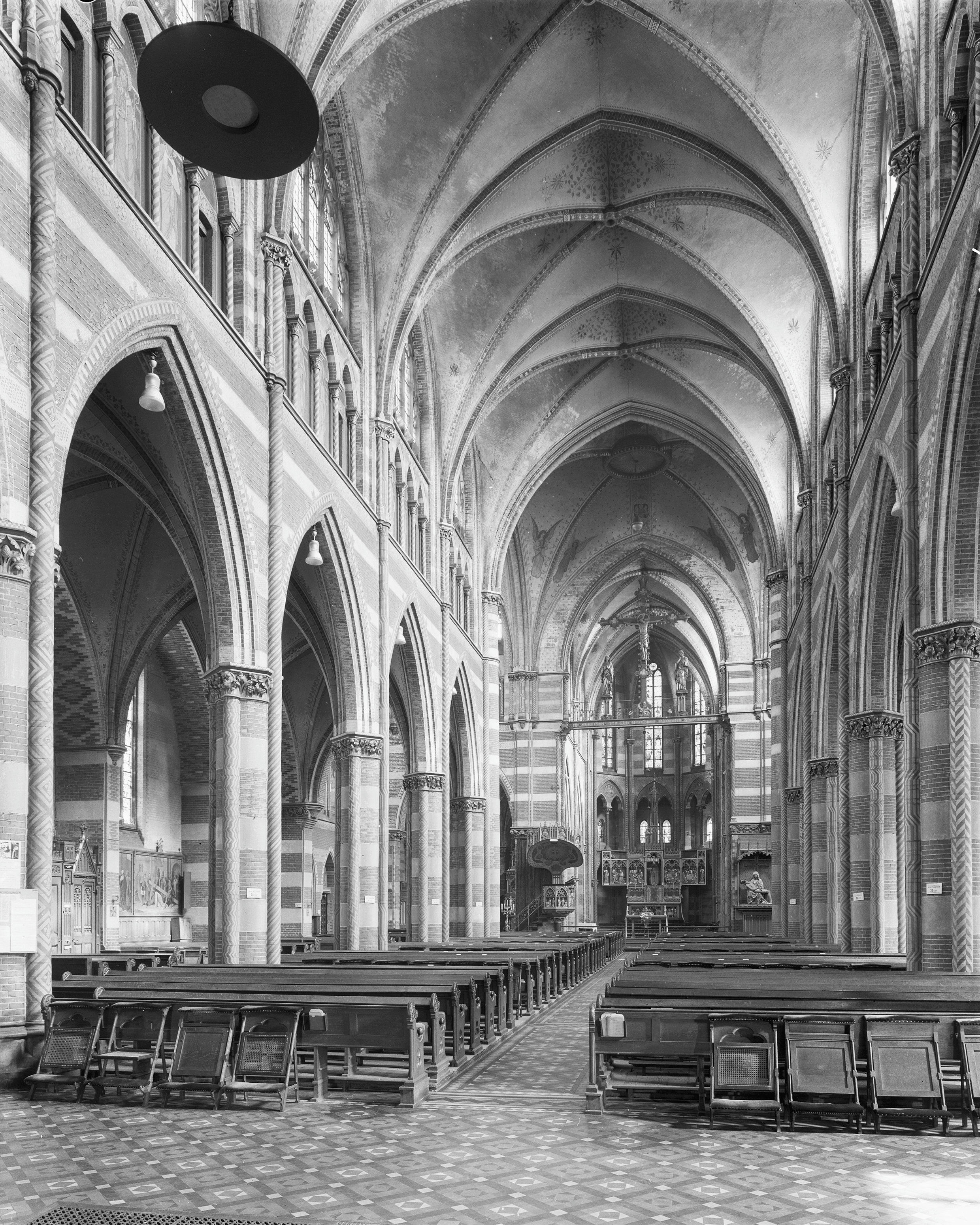
Wnętrze, 1969
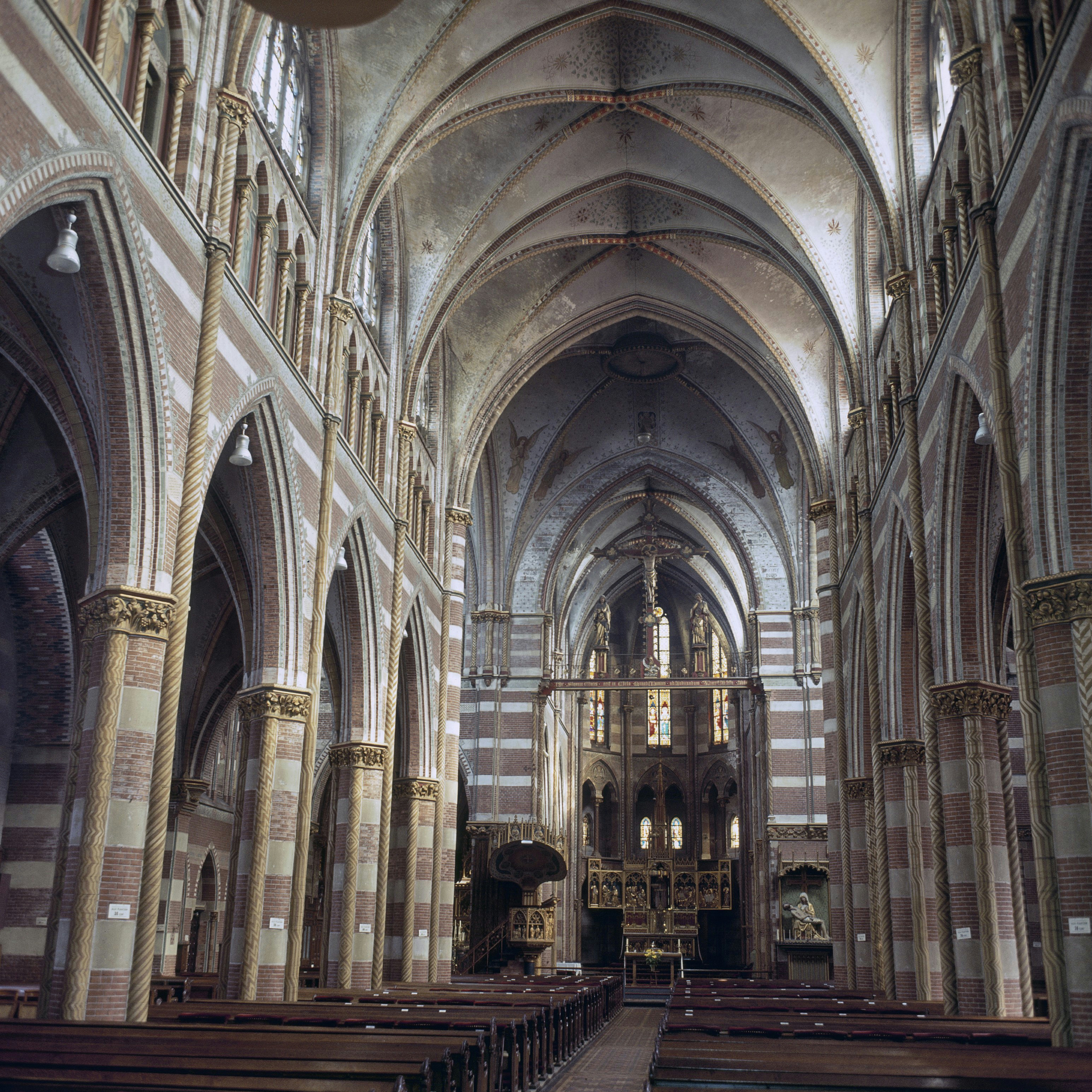
Wnętrze, 2013
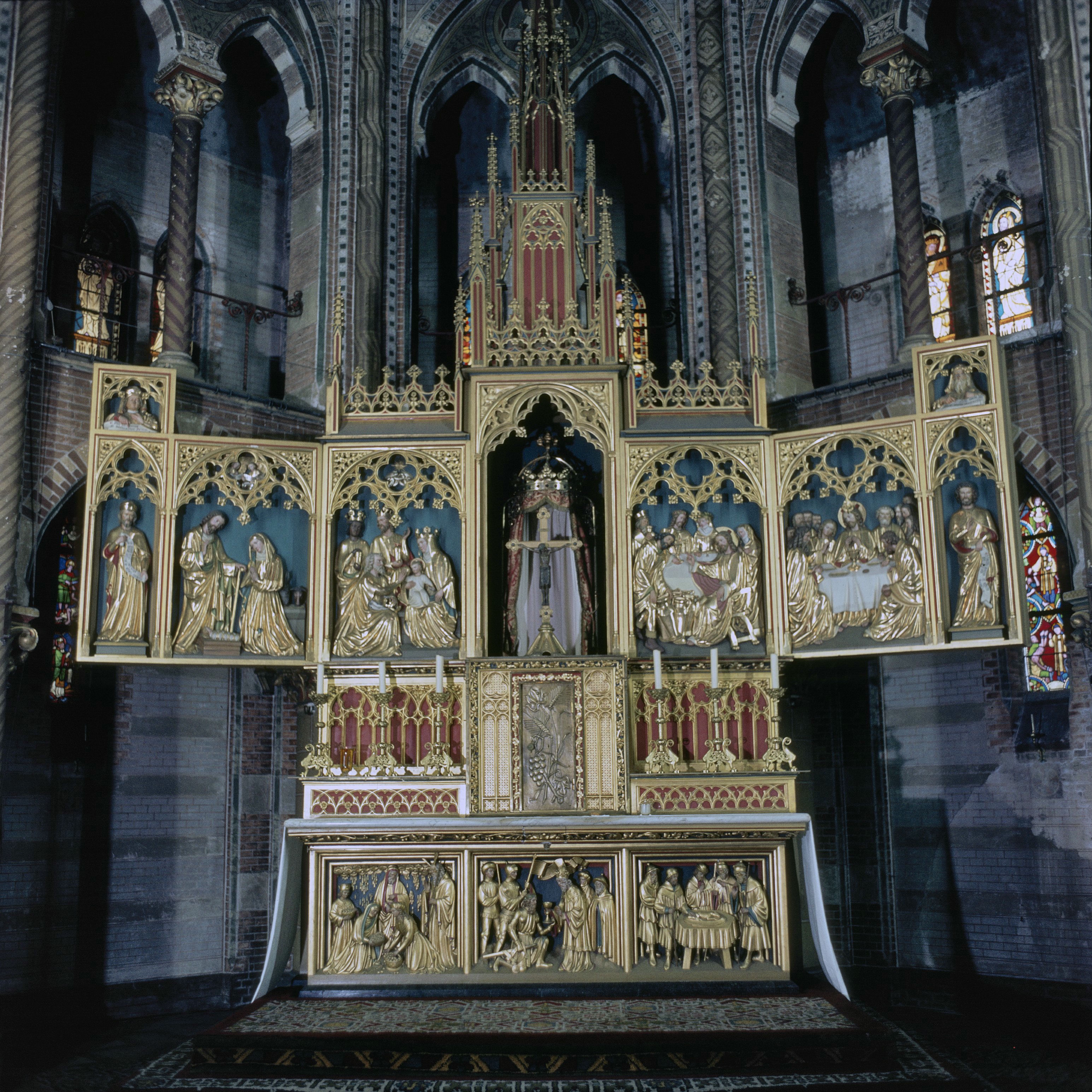
Ołtarz główny
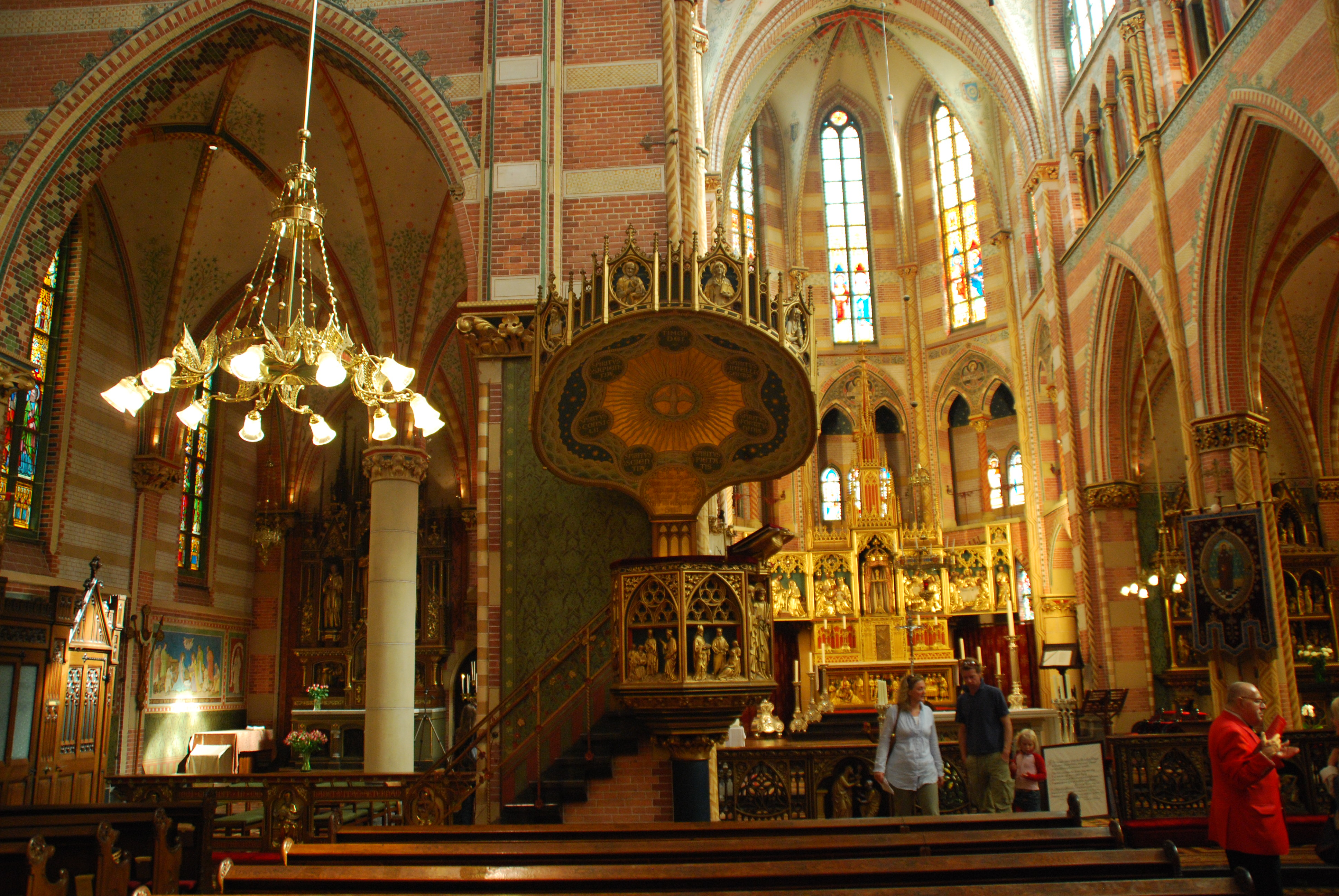
Ambona
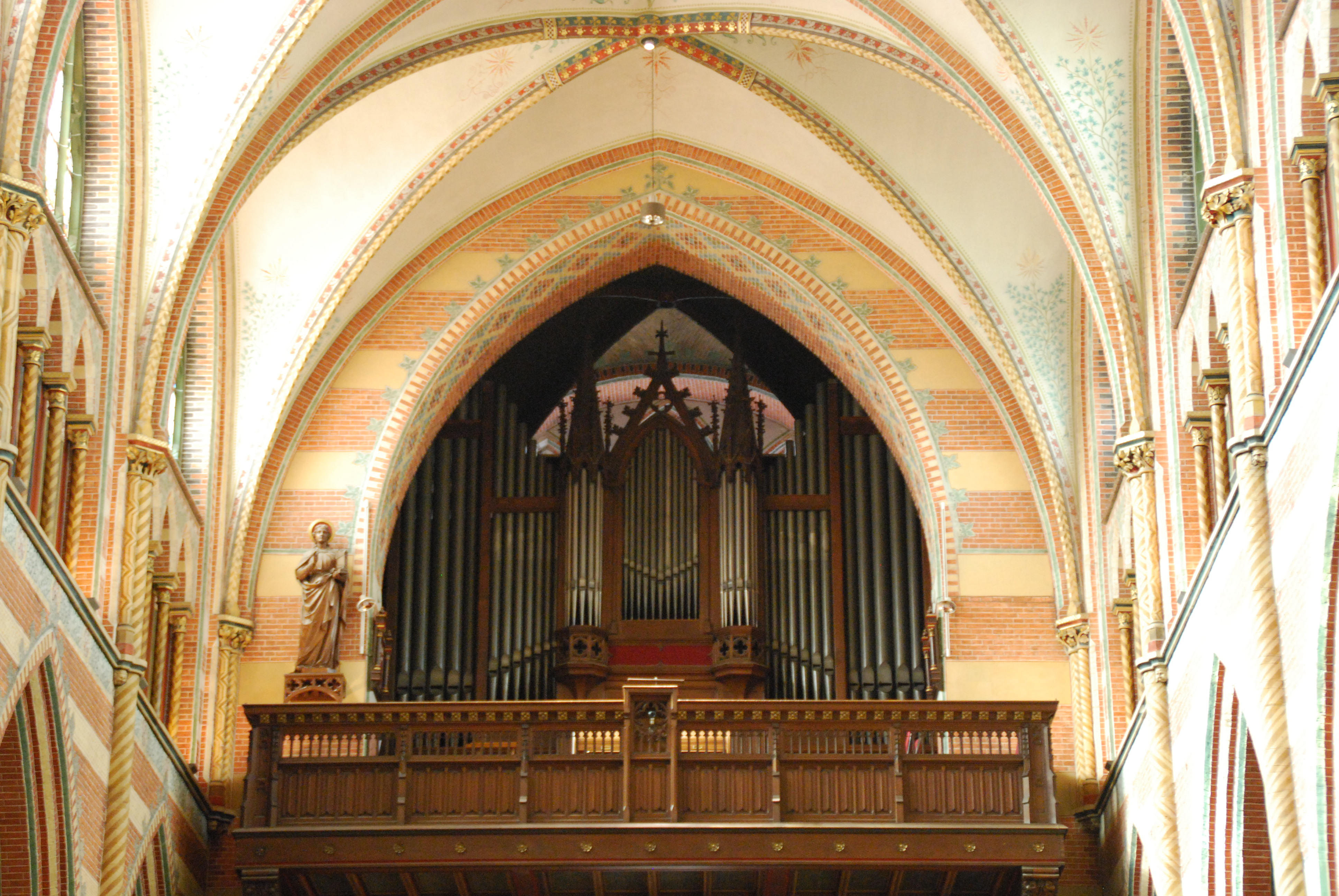
Organy